# Wijngaardsberghof

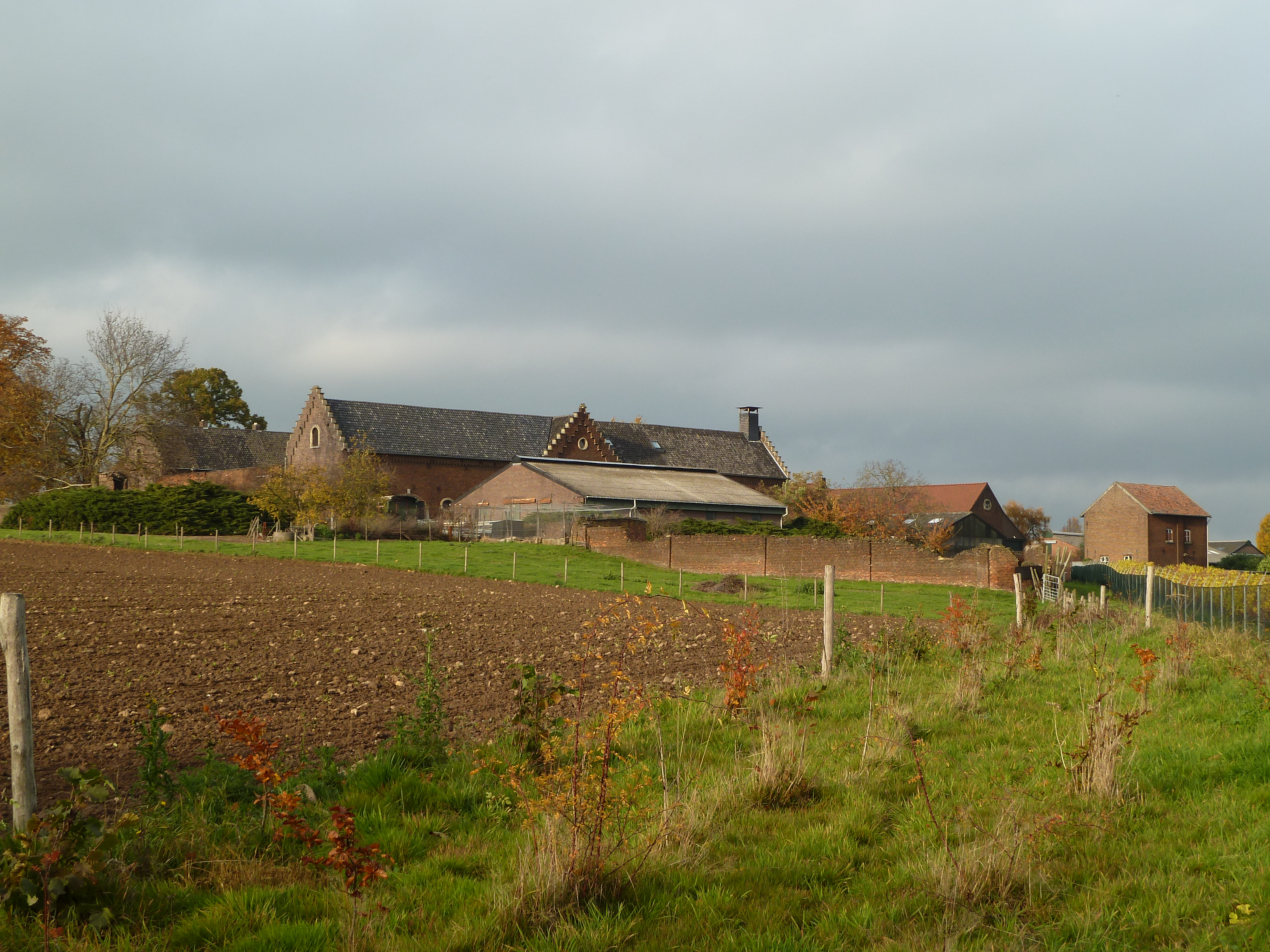
De Wijngaardsberghof

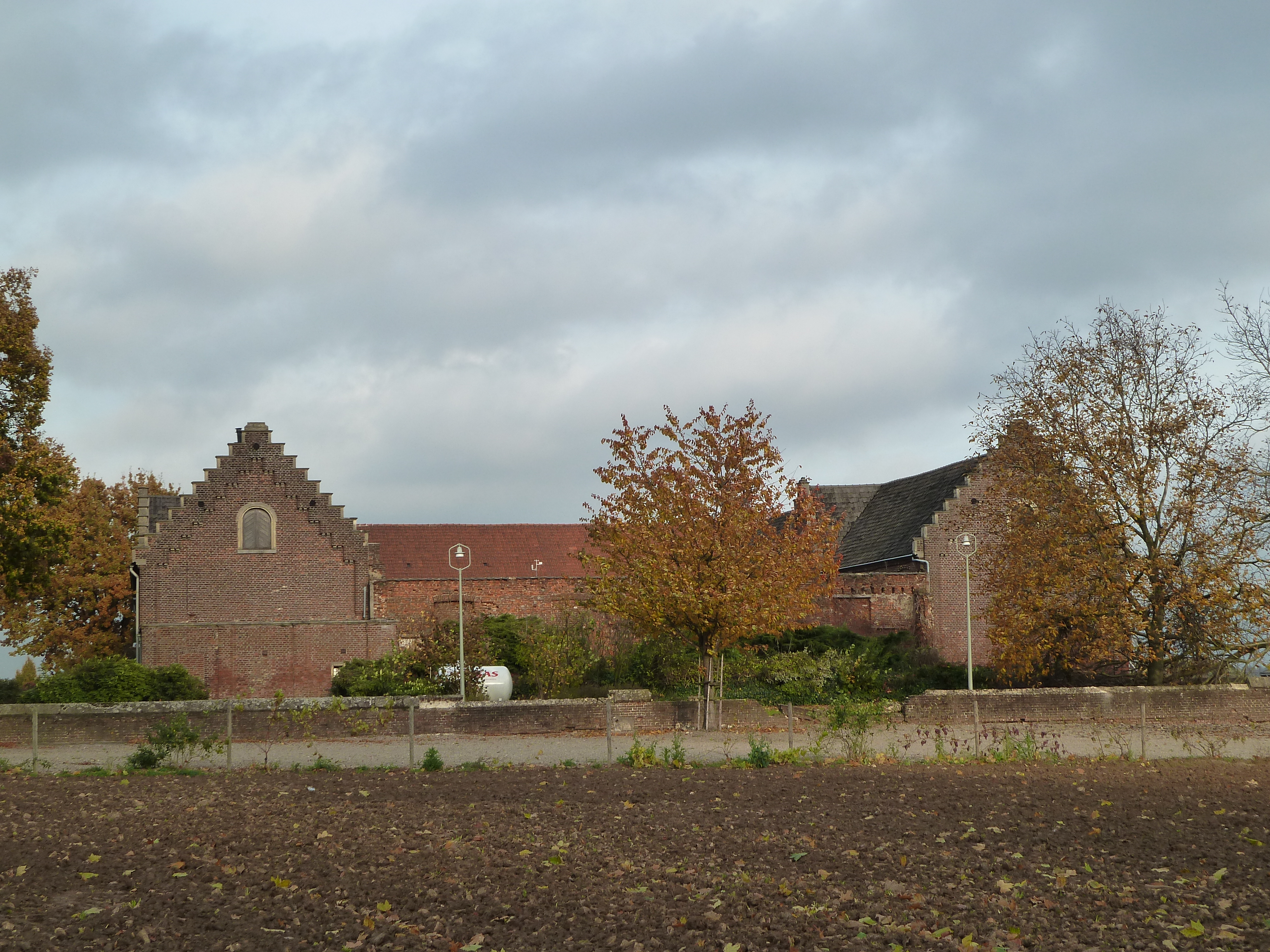
De Wijngaardsberghof

De Wijngaardsberghof is een grote hoeve  in Nederlands Zuid-Limburg in de gemeente Meerssen. Deze gesloten vierkantshoeve ligt ten zuiden van Ulestraten boven op de Wijngaardsberg, een uitloper in het zuidwesten van het Centraal Plateau, en op de noordelijke helling van het Geuldal. Rond deze heuvel ligt aan drie zijden het Watervalderbeekdal. Ten zuidwesten en noordwesten van de hoeve ligt het hellingbos Vliekerbos. Ten noordoosten en zuidoosten liggen op de hellingen wijngaarden met onderaan de helling de buurtschap Waterval.
De Wijngaardsberghof is een rijksmonument.

## Geschiedenis
In 968 bestonden er op de Wijngaardsberg al wijngaarden. De in Meerssen woonachtige Frankische koningin Gerberga schonk toen haar bezittingen, inclusief de wijngaarden op de Wijngaardsberg, aan de Abdij van Reims, waarna Benedictijner monniken naar Meerssen komen om de wijngaarden te beheren en hier de Proosdij van Meerssen stichtten.
Met het begin van de Kleine IJstijd werd het kouder (rond 1500), waardoor de wijnbouw op veel plekken verdwijnt, maar op de Wijngaardsberg blijven ze bestaan door de gunstige ligging.
Rond 1800 werd de proosdij door de Fransen opgeheven, werd de wijngaard gerooid en moesten de monniken vluchten naar Duitsland. Van deze oude wijngaard zijn in het Vliekerbos de terrassen nog aanwezig.
In de 18e en 19e eeuw werd op de berg de vierkantshoeve gebouwd.
Rond 1945 werd het landhuis, een van de vier vleugels, afgebroken.
In 2002 werd er opnieuw een wijngaard op de berg aangeplant.

## Bouwwerk
De gesloten kasteelboerderij bestond vroeger uit vier vleugels. Drie van deze vleugels zijn gebouwd rond een binnenplaats, waarbij de vierde zijde afgesloten is met een muur. De vierde vleugel was een neogotisch landhuis met kasteelachtige allure, waarvan slechts een stuk van de binnenplaatsgevel resteert.